# Ностальгия
Ностальги́я (от греч. nostos — возвращение домой + algos — страдание, боль) — тоска по родине или прошлому. В психиатрии — разновидность реактивного состояния, обусловленная длительным отрывом от родины и проявляющаяся депрессивным синдромом, принимающая иногда форму тяжёлого невротического или психотического состояния, протекающего с гипотимией, бессонницей.

## Описание
Вероятно, первое письменное описание ностальгических переживаний содержится в эпопее Гомера «Одиссея», однако сам термин был изобретён швейцарским врачом Иоганном Хофером в 1688 году, когда он описывал заболевание швейцарских солдат, служивших наёмниками вдали от своей родины, и студентов, исцелявшихся сразу после возвращения домой.
Длительное время ностальгия считалась болезнью (так она трактуется и в «Толковом словаре живого великорусского языка» В. И. Даля). Философия, психология и социология стали интересоваться ностальгией лишь в первой половине XX века. Развивая идеи Анри Бергсона, ученик Эмиля Дюркгейма Морис Хальбвакс в 1920-е годы поставил проблему социальной обусловленности памяти и выдвинул тезис о том, что воспоминания являются не репродукцией, а реконструкцией прежнего опыта человека. Из этого следует, что воспоминания, в том числе ностальгические, не в точности воспроизводят ход прошлых событий, а включают в себя субъективные оценки и ошибки того, кто вспоминает. В этом заключается парадокс ностальгии: люди тоскуют даже по ужасным периодам прошлого.
Вопрос о том, какие события лучше запоминаются: связанные с положительными или отрицательными эмоциями, — является дискуссионным. П.П. Блонский в работе «Память и мышление» пришёл к заключению, что дольше всего помнится неприятное. Большинство же других авторов пришли к противоположным выводам. Так, проведенное В.В. Нурковой исследование специфической разновидности памяти показало, что «в нейтральной ситуации жизненных воспоминаний предпочтение отдаётся позитивным событиям, что отражает индивидуальную избирательность автобиографической памяти (исключение составляют только двое из 60 человек)».
Е. В. Новиков, исследуя отношение к ностальгии в различных культурах и в истории философии, пришёл к выводу, что за некоторым исключением ностальгия в них оценивается положительно. По словам А. А. Гусейнова, «многие из великих моралистов черпали идеалы из прошлого, полагая, что там остался золотой век. Согласно их представлениям, человечество движется вспять. Основной признак деградации они усматривали в том, что люди всё больше отдают предпочтение материальным интересам перед моральными обязанностями. Они стремились остановить губительный, с их точки зрения, процесс смешения критериев».
Говоря об этическом смысле ностальгии, о её роли в принятии человеком моральных решений, Е. В. Новиков относит её к типам моральной рефлексии, однако считает, что, вопреки расхожему мнению, нравственные последствия ностальгии неоднозначны. Например, Карл Ясперс описал случаи убийства детей юными нянями-провинциалками, которые избавлялись от своих подопечных в надежде, что после этого смогут вернуться на родину, поскольку нянчить будет некого.
В целом же, согласно Е. В. Новикову, ностальгия играет позитивную роль в жизни человека и общества: способствует утверждению идентичности «Я» человека, укрепляет связь с ранними этапами его жизни, с «корнями», формирует моральные идеалы, сохраняет моральные ценности прошлого и обеспечивает преемственность традиций, «примиряет» в общественном сознании прошлое с настоящим, стабилизирует отношения между оппонентами в споре («породнив» их между собой через общее прошлое), «ломает» коммуникативные барьеры между людьми и так далее.
В искусстве нередко отражается ностальгия по родине, возникающая у эмигрантов на склоне лет. В современном китайском языке для неё существует очень образное выражение, чэнъюй «листья с дерева падают к корню» (кит. упр. 叶落归根), происходящий из древнего и значительного буддийского текста: главы «Фучжу» (кит. упр. 付嘱) «Сутры помоста шестого патриарха».